# Agriphila inquinatella
Crambus souillé
Espèce
Agriphila inquinatella, communément appelé le Crambus souillé, est une espèce de lépidoptères de la famille des Crambidae.

## Distribution
Toute l'Europe.